# Agonum texanum
Agonum texanum är en skalbaggsart som beskrevs av Leconte 1878. Agonum texanum ingår i släktet Agonum och familjen jordlöpare. Inga underarter finns listade i Catalogue of Life.